# Franjo Izlakar
Franjo Izlakar (26 de noviembre de 1965) es un deportista esloveno que compitió para Yugoslavia en atletismo adaptado. Ganó seis medallas en los Juegos Paralímpicos de Verano entre los años 1980 y 2000.

## Palmarés internacional
| Representando a Yugoslavia |                                                            |                   |           |
| Juegos Paralímpicos        |                                                            |                   |           |
| Año                        | Lugar                                                      | Medalla           | Prueba    |
| 1980                       | Arnhem (Países Bajos)                                      | Medalla de bronce | Peso CP D |
| 1984                       | Nueva York (Estados Unidos) Stoke Mandeville (Reino Unido) | Medalla de oro    | Peso C7   |
| Representando a Eslovenia  |                                                            |                   |           |
| Juegos Paralímpicos        |                                                            |                   |           |
| Año                        | Lugar                                                      | Medalla           | Prueba    |
| 1992                       | Barcelona (España)                                         | Medalla de oro    | Disco C7  |
| 1992                       | Barcelona (España)                                         | Medalla de oro    | Peso C7   |
| 1996                       | Atlanta (Estados Unidos)                                   | Medalla de plata  | Peso F36  |
| 2000                       | Sídney (Australia)                                         | Medalla de plata  | Peso F37  |